# Fines (Andalúzia)
Fines község Spanyolországban, Almería tartományban. Lakosainak száma 2286 fő (2024).

## Földrajza
Fines Cantoria, Líjar, Macael, Olula del Río, Oria és Partaloa községekkel határos.

## Népesség
A település lakosságának változását az alábbi diagram mutatja:
| Lakosok száma | 1783 | 1930 | 2106 | 2378 | 2371 | 2203 | 2079 | 2079 | 2160 | 2286 |
|               | 2001 | 2004 | 2006 | 2009 | 2011 | 2014 | 2016 | 2019 | 2021 | 2024 |